# Carex atlantica
Carex atlantica är en halvgräsart som beskrevs av Liberty Hyde Bailey. Carex atlantica ingår i släktet starrar, och familjen halvgräs.

## Underarter
Arten delas in i följande underarter:
- C. a. atlantica
- C. a. capillacea

## Bildgalleri

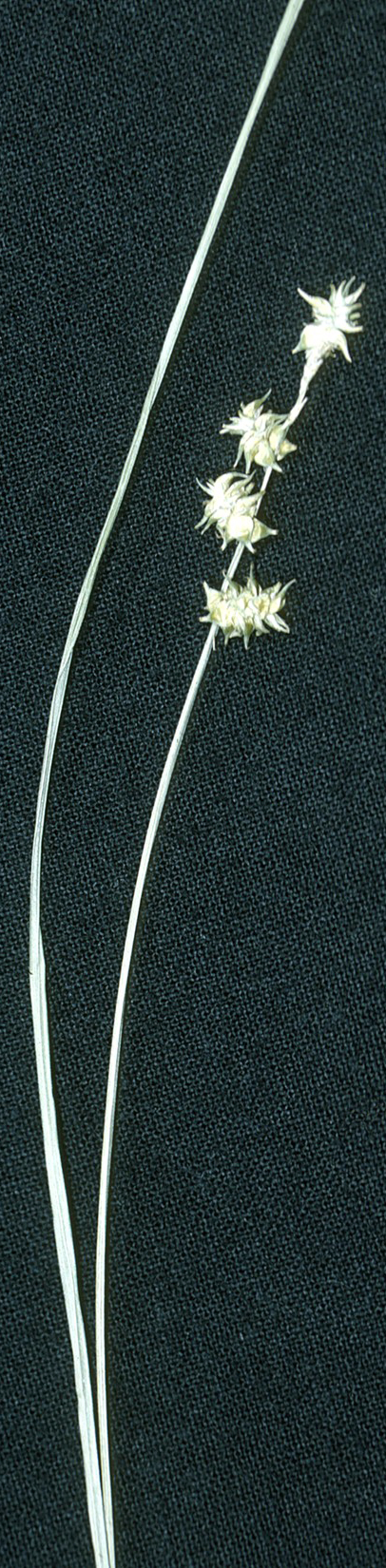